# ケンダー
ケンダー（英語 kender）はアドバンスト・ダンジョンズ&ドラゴンズの小説・ドラゴンランスシリーズに登場する小人族。

## 性格
非常に大胆で好奇心旺盛、手先が器用であり、何でも目についた物を盗まずにはいられない、気がつくと盗んでいるという習癖を持つ。また、魔法によるものも含めて、恐怖に対する免疫を持っている。ただし特別な幸運に恵まれているというわけではないため、他の種族であれば引き返すトラブルに巻き込まれて（首を突っ込んで）事故死する者が多い。魔法には特別かかりにくいというわけではなく、魔法によって変身させられるなどもする。放浪癖を持ち、地図を作ることを習慣とする者もいるが正確な地図にするだけの忍耐力と技術に欠ける。
ドラゴン卿ヒューマスター・トードを倒したクローニン・シスルノットのように大胆さで大きな成功を収める者も稀にいる。

## 文化
旅をする者はスタッフ・スリングとしても使えるフーパックという杖を持つ。

## 創作の経緯
ドラゴンランスの企画が立ち上がった際、ホビットが商標登録されていたことなど（足の裏に毛が生えているというホビットの特徴の採用にも反対意見が出た）から、AD&D の通常のハーフリングに代わるクリン独自の小人族を登場させることになったが、その際トレイシー・ヒックマンが「盗賊の種族」という概念に反対したため、欲望からではなく好奇心から物を盗む種族としてデザインされた。その後、『ドラゴンランス戦記』やロジャー・E・ムーアの短編「投げられた石」において設定の掘り下げが行われた。